# Inés Hernand
Inés Hernand   (Madrid, 10 de maig de 1992) nom artístic d'Inés Hernández, és una advocada, influenciadora, creadora de contingut, humorista i presentadora de televisió espanyola.
És coneguda pels seus vídeos, per ser la presentadora del Benidorm Fest 2022 i per ser la presentadora de "La Noche D" de la La 1 juntament amb la còmica Eva Soriano.

## Biografia
Va començar estudiant Belles arts en la universitat, però ho va deixar i se'n va anar a Londres, on va estar treballant de cambrera. Quan va tornar, va estudiar el Grau en Dret en la Universitat Complutense de Madrid i després va cursar el Màster en accés a l'advocacia també en la Universitat Complutense de Madrid. Després de superar la prova d'accés, va obtenir el títol d'advocada, exercint com a advocada durant un temps.
Quan estava estudiant Dret va començar a pujar vídeos a YouTube en el canal "Inés Responde" sobre qüestions legals i consells jurídics. Amb això va començar a guanyar fama en el món de les xarxes socials. A més d'advocada, ha treballat com a guia turística, dependenta, jardinera, monitora, secretària, netejadora i altres.
Al gener de 2022 va exercir com a presentadora del Benidorm Fest. Des de 2022 presenta "La Noche D" en La 1 al costat de la còmica Eva Soriano.
El 2023 la cadena pública espanyola RTVE es va veure obligada a retirar de les seves xarxes el capítol Gen Playz en què; sent emès en rigorós directe durant la festa de l'Orgull i en dates properes a unes eleccions generals, la presentadora va dir: jo he de dir que els bons sempre guanyen així que per descomptat encara que la violència sigui estructural no tinc cap dubte de la victòria d'un govern progressista a les properes eleccions generals. Utilitzant el medi públic com a seu per expressar les seves opinions polítiques personals.
Mantingué una relació sentimental amb Adrià Salas, cantant i compositor del grup La Pegatina, que acabà a la tardor de 2022.